# Tomasz Garliński
Tomasz Garliński (ur. 5 września 1953) – polski koszykarz, mistrz i reprezentant Polski.
Był wychowankiem, Jerzego Świątka spędził trzynaście sezonów w WKS Śląsk Wrocław. Grał na pozycji obrońcy/skrzydłowego. Rozegrał 328 spotkań, zdobywając w nich 4644 punkty, co daje średnią 14,2 pkt/mecz.  W swojej karierze zdobył trzykrotnie mistrzostwo Polski (1977, 1979, 1981). Wystąpił w mistrzostwach Europy, w roku 1975 i 1979 zajmując z drużyną 7 - 8 miejsca. W sumie w reprezentacji kraju wystąpił 200 razy. Kapitan reprezentacji Polski. Po 1984 roku wyjechał do Francji, gdzie grał w ligowych zespołach. Po zakończeniu wyczynowej kariery wrócił do Polski i grał w lidze koszykówki WRONBA - czterokrotnie zdobywając mistrzostwo i dwukrotnie zdobywając tytuł najlepszego gracza, ostatni raz w wieku 45 lat.